# 哈罗德·巴洛
哈罗德·巴洛（英語：Harold Barlow，1899年11月15日—1989年4月20日），全名哈罗德·埃弗拉德·蒙蒂格尔·巴洛（英語：Harold Everard Monteagle Barlow），英国电气工程师，高锟的导师。

## 生平
1899年11月15日，巴洛出生于英国伦敦的伊斯灵顿。巴洛的父亲伦纳德·巴洛（Leonard Barlow）也是一位英国电气工程师。巴洛进入伦敦大学学院学习。时正值第二次世界大战，巴洛加入位于法恩伯勒（Farnborough）的英国皇家航空研究院工作。
巴洛在伦敦大学学院的导师是著名的全能工程师约翰·安布罗斯·弗莱明（John Ambrose Fleming）。弗莱明当时是著名的彭德讲座教授（Pender Chair；弗莱明是首位彭德讲座教授）。巴洛后来继承了弗莱明的职位，成为第5任彭德讲座教授（1950年至1966年）。巴洛后来也成为伦敦大学学院机电工程系的系主任。
巴洛曾教授过很多学生，形成了一个很有影响的学派。巴洛最著名的学生当属2009年的诺贝尔物理学奖得主高锟，人称“光纤之父”或“光纤通讯之父”。

## 荣誉
- 1961年，巴洛被选举为英国皇家学会院士。院士选举祝词是因为他“在厘米波长测量技术的改进和设计上做出了重要贡献。特别是已开发出应用辐射压力以及应用半导体霍尔效应而测量厘米波功率的方法；对半导体波导损耗进行了详细研究，并大幅扩增了对波的表面特性的认识。他对霍尔效应的进一步应用到功率低频率的测量很可能证明具有相当电气工程应用价值。他已经出版了两本关于厘米波测量的专著和大约35篇科技论文”。
- 1988年，巴洛被授予具有崇高威望的皇家奖章（Royal Medal）。此枚皇家奖章属于工程技术领域，认可巴洛“对微波技术和波导技术的杰出研究”，并认可他“创立了一个很有影响的研究学派”。

## 评价
- “伦敦大学学院的巴洛教授（Prof. Barlow）是微波研究的先锋，后来亲自督导这方面的研究。我定的课题是“类光学波导”，目的是深入了解在封闭及开放式波导系统中自由空间传播及波导传播的现象。”——出自高锟自传《潮平岸阔——高锟自述》中的“让光纤通讯梦想成为现实(1)”[1]